# Бироны
Бироны (нем. von Biron) — герцоги, принцы, графы и древний дворянский род, происходящий из Вестфалии.

## Происхождение и история рода
Небогатый, но, по-видимому, старинный курляндский дворянский род. Вероятным местом происхождения Биронов был город Бюрен в Вестфалии. В Курляндии он никогда не пользовался любовью, потому что был на стороне герцогов против дворянства. Матиасу Бюрену (Mathias Buhren), Мекленбургскому уроженцу, конюшему курляндского герцога, было пожаловано королём Владиславом IV польское дворянство (20 мая 1638). Есть указания курляндских источников, что он был близким другом герцога и спас ему жизнь в одном сражении.

## Известные представители
В русской истории, главным образом, оставили след три брата: Карл, Эрнест-Иоганн и Густав Бироны, сыновья Карла Бирона (Бирон, von Biron; 1653—1735) — корнета польской службы.
- Карл Бирон (1653—1730)
  - Карл Карлович (1684—1746) — Московский градоначальник, генерал-губернатор.
  - Эрнст Иоганн (1690—1772) — герцог Курляндии и Семигалии с 1737 года. 
OO    Бенигна Тротта фон Трейден (1703—1782).
    - Пётр Бирон (1724—1800) — последний герцог Курляндии с 1769 по 1795 годы.
OO    Каролина Луиза Вальдек-Пирмонтская (1748—1782).
OO    Юсупова, Евдокия Борисовна (1743—1780).
OO    Доротея Медем (1761—1821).
      - Вильгельмина Саган (1781—1839) — светская дама, любовница Меттерниха.
 OO    Jules de Rohan-Guemene (1768—1836).
 OO    Трубецкой, Василий Сергеевич.
 OO    Carl Rudolf Graf von der Schulenburg (1788—1856).
      - Полина (Мария Луиза Паулина) фон Бирон (1782—1845).
 OO    принц Фридрих Гогенцоллерн-Гехингенский (1776—1838).
        - Константин Гогенцоллерн-Гехингенский.

      - Иоганна Катарина фон Бирон (1783—1876).
OO    герцог Francesco Pignatelli di Acerenza (†1840).
      - Доротея Саган (1793—1862) — аристократка, любовница Талейрана. 
OO    Эдмон де Талейран-Перигор.

    - Гедвига Елизавета (1727—1797). 
OO    барон Черкасов, Александр Иванович.
      - Елизавета (1761—1832) OO   Пальменбах, Евстафий Иванович.
      - Пётр (1762—1828) — в 1813 году временно руководил Люблинской губернией.

    - Карл Эрнст (1728—1801) — генерал-майор, родоначальник князей Бирон-Вартенбергских.
      - Густав Каликст (1780—1821) — прусский обер-егермейстер и генерал-лейтенант.
        - нем. Calixt Biron von Curland‎ (1817—1882).
OO   Елена Васильевна Мещерская (1820—1905).
          - Prinz нем. Gustav Biron von Curland‎ (1859—1941).
OO   Françoise Levisse de Montigny de Jaucourt (1874—1957).
            - Karl Prinz Biron von Curland (1907—1982). 
OO   англ. Princess Herzeleide of Prussia‎ (1918—1989).
              - англ. Ernst-Johann Biron, Prince of Courland‎ (род. 1940).

      - Пётр-Алексей (1781—1809) — штабс-ротмистр, поручик.
      - Луиза Карловна (1791—1853) — фрейлина, в 1816 году тайно вышла замуж за графа М. Ю. Виельгорского (мужа младшей сестры).
      - Екатерина Карловна (1793—1813) — фрейлина, умерла при родах
OO   граф Виельгорский, Михаил Юрьевич.

  - Густав (1700—1746) — генерал-аншеф OO   Александра Меншикова (1712—1736).